# Скоропис

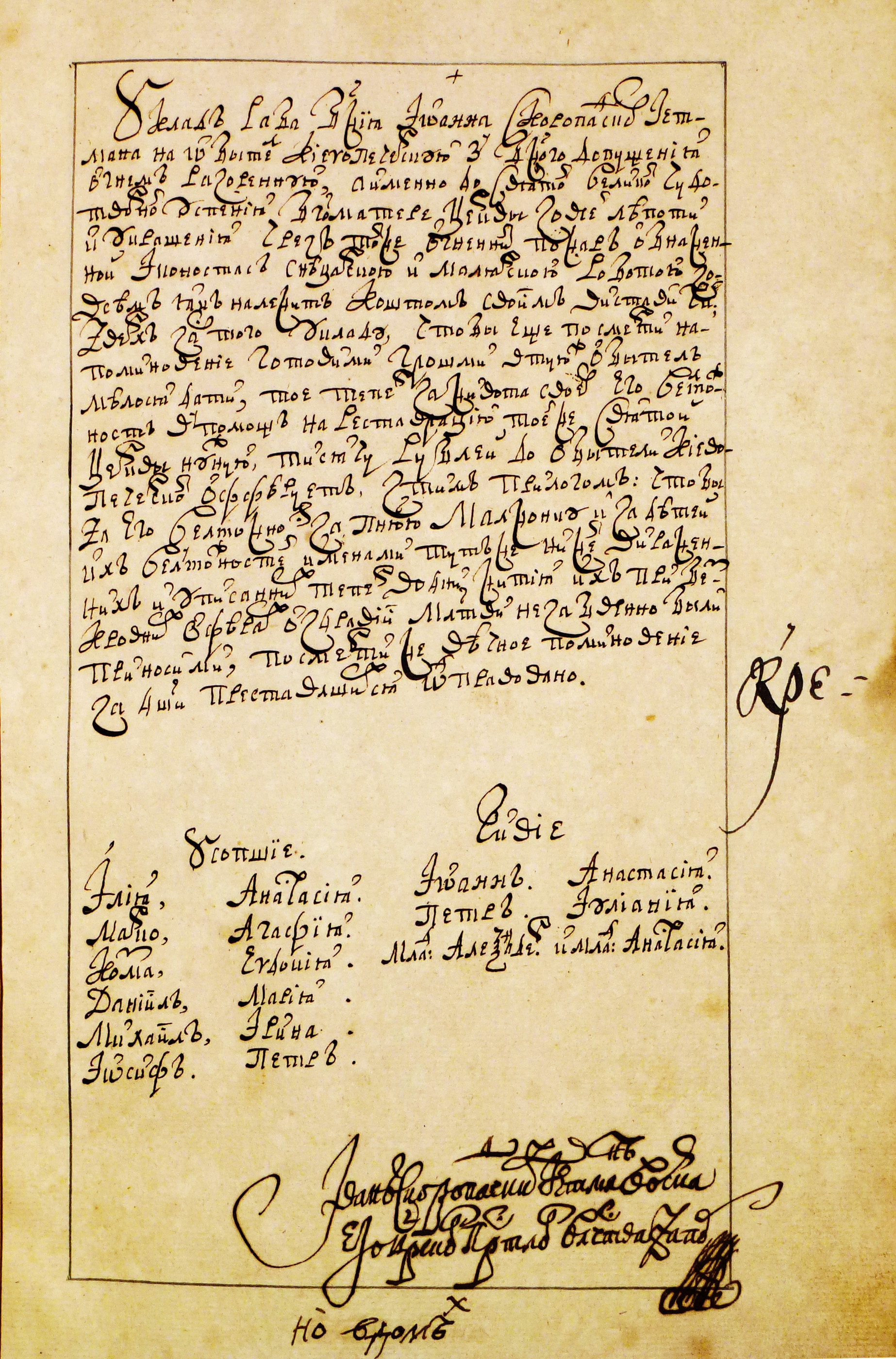
Запис 1721 року про вклад гетьмана Війська Запорозького Івана Скоропадського, з його особистим підписом. Скоропис

Скоро́пис — форма кириличного письма, виникла з напівуставу в другій половині XIV століття, вживана зокрема в канцеляріях і приватному діловодстві, з якої у XIX столітті постало новочасне ручне письмо. Порівняно з півуставом скоропису притаманні: скорочування слів, виноси літер над рядком (з випусканням етимологічних -ъ, -ь, як і загалом зі спрощуванням правопису: без великого юса Ѫ, грецьких літер, без діакритичних надрядкових значків придиху й наголосу), варіації форми тих самих літер, залежно від їх сусідства, пов'язування літер у слові та закарлючкуваті розмахи пера. Форми літер скоропису змінювалися відповідно до канцелярських шкіл та місцевих традицій, зокрема в XVI — XVII століттях. У XVII столітті український скоропис відрізнявся від білоруського та російського як більшою пов'язаністю літер у слові, так і формою окремих літер (наприклад, б, в, ж, ї, ѣ, я). Уніфікація форм писаних літер (без виносу над рядок) у XVIII — XIX столітті як у канцеляріях, так і в школах призвела до виникнення в XIX столітті теперішнього ручного письма, причому на українських землях в Австрії й Угорщині збереглися й розвинулися окремі власні форми літер (наприклад, я, є, д, т).